# Taiding (Oberschneiding)
Das Dorf Taiding ist ein Ortsteil der Gemeinde Oberschneiding im niederbayerischen Landkreis Straubing-Bogen.

## Geographie und Verkehrsanbindung
Taiding liegt nordöstlich des Kernortes Oberschneiding an der Kreisstraße SR 31. Die B 20 verläuft westlich.
Durch den Ort fließt der Irlbach, ein rechter Zufluss der Donau.

## Geschichte
Die Domvogtsgattin Luitgart gab um 1133/1134 zwei Güter und zehn Leute in Taiding an das Kloster Mallersdorf. Im 14. und 15. Jahrhundert etablierten sich hier die Nußberger, welche vom Regensburger Bischof Lehen empfingen. So erhielt Albrecht der Nußberger 1382 eine Hube zu Taiding vom Regensburger Bischof als Lehen.
In dem Bericht über ein umstrittenes Gut von Kloster Mallersdorf von 1376 wird Taiding als Gerichtsort erwähnt. Das Untergericht zu Taiding war noch 1584 vorhanden: Der Straubinger Oberrichter berichtete damals in seiner Amtsrechnung über die Notwendigkeit der Einrichtung eines Gefängnisstocks in Taiding.
Taiding gehörte 1599 zur Hauptmannschaft, später Obmannschaft Niederschneiding. Im Konskriptionsjahr 1752 bestand es aus zwölf Anwesen, von denen zwei der Hofmarksherrschaft Oberschneiding unterstanden, während die übrigen Höfe landgerichtisch waren. Bei der Gemeindebildung im 19. Jahrhundert wurde der Ort Teil der Gemeinde Niederschneiding und gelangte mit dieser im Zuge der Gebietsreform in Bayern am 1. Januar 1972 zur Gemeinde Oberschneiding. 1987 hatte Taiding 57 Einwohner.

## Sehenswürdigkeiten
Die Kapelle St. Josef wurde 1829 von Josef Limbrunner erbaut und hat eine neuromanische Ausstattung.